# Centro de Investigación en Materiales Avanzados
El Centro de Investigación en Materiales Avanzados, S.C. (CIMAV), es la sede del Laboratorio Nacional de Nanotecnología. Dicho centro de investigación es en México la institución responsable de desarrollar la nanotecnología en todos los campos.  Fue fundado en la ciudad de Chihuahua en octubre de 1994, en respuesta a una demanda de los sectores productivos del estado. La finalidad del CIMAV es transmitir al sector productivo nacional y a la sociedad en general las bondades y oportunidades que brindan la ciencia de materiales, la ciencia y la tecnología ambiental.
Esta sede del CIMAV se encuentra ubicada en Chihuahua, Chihuahua. El centro cuenta con una infraestructura física distribuida en una superficie de 34, 742.20 m². Dentro de sus instalaciones se encuentran los laboratorios, talleres, casetas de vigilancia, recepción, edificio de administración, edificio de investigación, edificio de progrado, biblioteca, edificio de prototipos, una subestación, cuarto de máquinas, cafetería, estacionamientos, banquetas y pasillos.

## Laboratorio Nacional de Nanotecnología
El Laboratorio Nacional de Nanotecnología es una avanzada plataforma tecnológica destinada al impulso de la Nanociencia y la Nanotecnología. Fue creada en el 2006 como resultado de una convocatoria para la creación de laboratorios, lanzada por el CONACYT. Este laboratorio forma parte del Centro de Investigación en Materiales Avanzados, S.C. (CIMAV), ubicado en Chihuahua, Chihuahua.
El laboratorio fue construido con el propósito de fomentar la formación de recursos humanos, la investigación científica y el desarrollo de aplicaciones específicas en actividades de síntesis, caracterización y aplicaciones de sistemas nanotecnológicos, brindando así un espacio de apoyo a las instituciones y empresas tanto nacionales como internacionales."

## Creación
Para la creación de este laboratorio se realizó una inversión de 65 millones de pesos, de los cuales 20 fueron aportados por el CONACYT, otros 20 por el Gobierno del Estado y 25 adicionales de diversas instancias tanto públicas como privadas que apoyan proyectos tecnológicos de esta índole.

## Líneas de Investigación del Laboratorio Nacional de Nanotecnología
El Laboratorio Nacional de Nanotecnología cuenta con diversas líneas de investigación, principalmente en física y química de materiales, así como medio ambiente y energía. Dentro de cada rama existen subramas que propician una investigación más específica y detallada.
FÍSICA DE MATERIALES
- Materiales Funcionales
- Deterioro de Materiales
- Integridad Mecánica y Análisis de Riesgo
- Recubrimientos

QUÍMICA DE MATERIALES
- Beneficio de Minerales
- Materiales Catalíticos Nanoestructurados
- Materiales Compuestos Base Polimérica
- Simulación Computacional de Materiales y Procesos

MEDIO AMBIENTE Y ENERGÍA
- Contaminación Ambiental
- Remediación  Ambiental
- Energía[7]

## Infraestructura
El laboratorio cuenta con modernas instalaciones que permiten realizar las investigaciones y/o experimentos de una manera adecuada. Además de dichas instalaciones, cuentan con equipos modernos y algunos únicos en el país; los equipos sirven primordialmente para la realización de microscopías especializadas.
Los principales equipos con los que cuenta el Laboratorio Nacional de Nanotecnología son:
- Microscopio electrónico de transmisión de emisión de campo, JEM–2200FS
- Microscopio electrónico de transmisión, PHILIPSCM–200
- Microscopio electrónico de barrido de emisión de campo, JSM–7401F
- Microscopio electrónico de barrido de emisión de campo, Nova 200 NanoSEM
- Microscopio electrónico de barrido, JMS 5800–LV
- Haz de iones enfocados, JEM–9320FIB
- Difractómetro de rayos X, Marca Panalytical, Modelo: Xpert´PRO
- Microscopio de fuerza atómica VEECO SPM MultiMode[8]

## Servicios
Como parte de los servicios que presta el Laboratorio Nacional de Nanotecnología, está el permitir que un externo realice experimentos y/o investigaciones dentro de sus instalaciones, haciendo uso de la instrumentación y equipos disponibles. Para esto es necesario cumplir con los requerimientos que la institución establece.
Una de las principales actividades del laboratorio es servir como nodo de la Red Nacional de Nanotecnología, por tanto brinda servicios al sector empresarial como la identificación de componentes materiales de la industria. Otros servicios que ofrece el laboratorio son; la síntesis de materiales; caracterización de materiales; desarrollo de nuevos materiales; asesoría, capacitación y entrenamiento; así como apoyo a programas de posgrado y licenciatura.

## Integrantes del Laboratorio Nacional de Nanotecnología
El laboratorio cuenta con un extenso grupo de investigadores y personal que permite su funcionamiento adecuado. 
Los siguientes científicos pertenecen a los departamentos de química y física de materiales:
- Dr. Francisco Espinosa Magaña

Área: Depto. de Química de Materiales.
- Dr. Mario Daniel Glossman Mitnik

Área: Depto. de Química de Materiales.
- Dr. Mario Miki Yoshida

Área: Depto. de Física de Materiales.
- Dr. Sion Federico Olive Méndez

Área: Depto. de Química de Materiales.